# Hattyúdal (film)
A Hattyúdal Keleti Márton 1963-ban bemutatott fekete-fehér játékfilmje. A film betétdalait – köztük a híres Villa Negra románcát – Garai Gábor írta.

## Történet
|  | Alább a cselekmény részletei következnek! |

Tamburás (Páger Antal) a jószándékú öregedő csavargó és bandája a Villa Negrának nevezett kis faviskóban él. Alkalmi munkákból és lopásból, kisebb csalásokból szerzett pénzből, egyik napról a másikra élik bohém életüket. Otthonukhoz azonban egyre közeledik az épülő modern lakótelep, mely a régimódi életet, a régimódi szokásokat és embereket is kiszorítja. A banda két fiatal tagját, Noteszt (Sztankay István) és Diákot (Bodrogi Gyula) Tamburás fogadta magához és noha látszólag gondtalanul és elégedetten élik életüket, ők ketten mégis érezhetően többre vágynak. Notesz korábban buszvezetőként dolgozott, de elütött egy, a busza alá sétáló részeget, emiatt 3 évet ült börtönben és elvették a jogosítványát, így nem találhat kedvére való munkát. Diáknak előadóművészi ambíciói vannak. Később csatlakozik hozzájuk a Doktor (Várkonyi Zoltán), aki egy elzüllött egykori kórházi orvos. Törzshelyük a Kotyogó kisvendéglő, ahol Tamburás játszani is szokott.
A körzeti rendőrőrmester (Szirtes Ádám) próbálja jó útra terelni a banda tagjait, kevés sikerrel, mivel a Tamburás vezette banda büszkén és öntudatosan, de régimódi erkölcsök szerint él. Idővel azonban az épülő lakótelep utat tör magának, melynek szellemileg és fizikailag egyaránt útjában áll a Villa Negra és amit a faviskó jelképez. Az építkezésnek nem lehet megálljt parancsolni, a Kotyogót is átépítik modern eszpresszóvá, benne már egy új zenekar a korszaknak megfelelő modern zenét játszik. Ahogy múlik az idő, Notesz és Diák élete is az új világ elvárásaihoz jobban illően alakul. Notesz ideiglenes jogosítványt, Diák pedig lehetőséget kap egy műsoros esten, mint vendégfellépő. A magára maradt Tamburás szembesül a megállíthatatlan változásokkal. Látnia kell, ahogy kiszorul régi törzshelyéről, ahogy barátai magára hagyják. Amikor pedig egy nap az építőmunkások gépei a Villa Negrához érnek, tudatosul Tamburásban, hogy a régi világnak örökre vége.
|  | Itt a vége a cselekmény részletezésének! |

## Forgatási helyszínek
A film legnagyobb részét az akkor épülő József Attila-lakótelepen forgatták. 
- A Kotyogó kisvendéglő a  Toronyház utca és a Csengettyű utca sarkán lett felépítve mint díszlet.
- A filmben két Villa Negra volt. Az első, a jelenetekben használt Villa Negra a lakótelep melletti Kiserdőben lett felépítve, közvetlenül az Illatos-árok partján. Pontos helyszíne: a Távíró utca nagy kanyarjánál található, a patakon átvezető kis gyalogos hídon az erdő irányába átmenve, 50 méterre jobb felé. Az itt készült jeleneteket úgy forgatták, hogy a Villa Negrát a lakóteleptől elválasztó árok ne látszódjon.
- A második Villa Negra a jelenetekben nem szerepelt, csak a bontása látszódott a film végén. Helyszíne a Napfény utca, a Távíró utca és Epreserdő utca kereszteződésétől kb. 50 méterrel kifelé. A helyszín akkor építési terület volt, jelenleg forgalmas út.
- A Villa Negra melletti kis viskók a Kiserdő ma is létező rétjén lettek felépítve.

## Betétdalok
A betétdalok megjelentek kislemezen: Részletek Ránki György „HATTYÚDAL” c. film zenéjéből (Qualiton, EP 7285, 1963).
- A Villa Negra románca (Garai G.)[2][3]
- Tamburás dal (Garai G.) – Rám vár a föld minden tája[4]
- A diák dala visszaszáll (Garai G.) – Száll a daru fennen[5][6]
- Bolha twist (Romhányi J.)[7]

## Szereplők
- Páger Antal (Tamburás)
- Sztankay István (Kálnai József, Notesz)
- Bodrogi Gyula (Tarnai Béla, Diák)
- Várkonyi Zoltán (Doktor)
- Szirtes Ádám (Dárdás Rezső, rendőr őrmester)
- Kiss Manyi (Banyikné)
- Béres Ilona (Csordás Ili, első éves magyar-történelem szakos bölcsészhallgató)
- Kállai Ferenc (nyomozó)
- Pécsi Ildikó (Mara/Mária)
- Győrffy György (Csordás Gábor, Ili apja)
- Sívó Mária (Csordásné, Ili anyja)
- Peti Sándor (Loták)
- Gobbi Hilda (kofa)
- Szendrő József (zöldséges)
- Avar István (Pali)
- Rajz János
- Rátonyi Róbert
- Kibédi Ervin
- Koncz Gábor (építőmunkás)
- Mádi Szabó Gábor (építőmunkás)
- Siménfalvy Sándor
- Fodor Zsóka (Csordás Ili csoporttársa)
- Nagy István (férfi a körmenetben)

## Musical változat
A történet alapján 2013-ban Verebes István musicalt rendezett, amelyet a József Attila Színház mutatott be. Az eredeti film betétdalai helyett a Republic dalai hangzottak el a darabban.

## Lásd még
- József Attila-lakótelep
- Villa Negra